# Dukovec
 Dukovec  falu Horvátországban Krapina-Zagorje megyében. Közigazgatásilag Sveti Križ Začretjéhez tartozik.

## Fekvése
Zágrábtól 33 km-re északra, községközpontjától 2 km-re északnyugatra a Horvát Zagorje területén, az A2-es autópálya közelében fekszik..

## Története
A településnek 1857-ben 221, 1910-ben 310 lakosa volt. Trianonig Varasd vármegye Krapinai járásához tartozott. A településnek 2001-ben 259 lakosa volt.

## Külső hivatkozások
Sveti Križ Začretje község hivatalos oldala